# Syntonarcha vulnerata
Syntonarcha vulnerata là một loài bướm đêm trong họ Crambidae.